# Edict van Worms

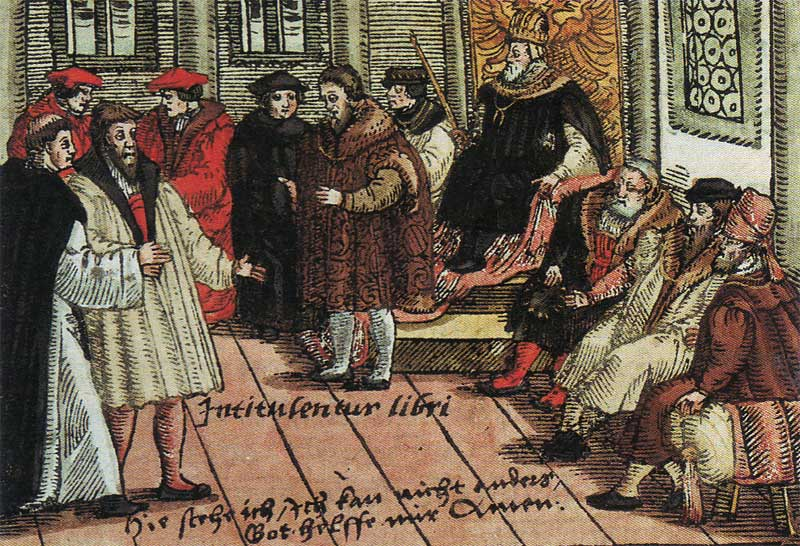
Luther op de Rijksdag te Worms

Het Edict van Worms is een edict uitgevaardigd door keizer Karel V op de Rijksdag van Worms op 26 mei 1521. Karel en Luther ontmoetten elkaar in het inmiddels verdwenen Bisschopshof, vlak bij de dom van Worms.
Maarten Luther werd er in de rijksban gedaan. Hij werd vogelvrij verklaard en de verbranding van zijn geschriften werd bevolen. Hij genoot echter de bescherming van de keurvorst van Saksen, waardoor het onmogelijk werd om de rijksban effectief na te leven. Hij werd hierdoor vooralsnog ongemoeid gelaten.
Het Edict van Worms werd hernieuwd in 1530 op de Rijksdag van Augsburg. 